# エリアス・ブーディノット
エリアス・ブーディノット（英: Elias Boudinot Jr.、1740年5月2日-1821年10月24日）は、アメリカ合衆国ニュージャージー州出身の弁護士、政治家である。アメリカ独立戦争中の大陸会議代表であり、1782年から1783年にかけて連合規約下の連合会議議長を務めたので、独立戦争を終わらせた時のアメリカの代表者になった。その後アメリカ合衆国下院議員も務めた。

## 経歴
ブーディノットは、1740年5月2日にペンシルベニア州フィラデルフィアで生まれた。父親のエリアス・ブーディノット・シニアは銀細工師であり、近所にベンジャミン・フランクリンがいて、友達付き合いをしていた。母親のメアリー・キャサリン・ウィリアムズはイギリス領西インド諸島の出身で、その父親はウェールズの出身だった。父方の祖父、エリー（時にはエリアスと呼ばれた）・ブーディノットの両親ジャン・ブーディノットとマリー・スイルは、フランスのオニス州マラン出身のユグノーで、ルイ14世の迫害を避けて1687年頃にニューヨークに逃れてきた。
家での勉強と家庭教師の教育を受けた後、ブーディノットはニュージャージーのプリンストンに行って、他の弁護士と共に法律を学んだ。法律の指導者はリチャード・ストックトン (1730-1781)であり、後にアメリカ独立宣言に署名した人物であった。ストックトンはブーディノットの姉で詩人のアニス・ブーディノット (1736-1801)と結婚した。1760年、ブーディノットは法廷弁護士として認められ、ニュージャージー州エリザベスで実務に就いた。ブーディノットはエリザベスタウンからウッドブリッジに向かう道路の近くに土地を買った。
1762年4月21日、ブーディノットはリチャード・ストックトンの妹ハンナ・ストックトン(1736-1808)と結婚した。夫妻には2人の子供、マリアとスーザン・ヴェルジュローが生まれたが、マリアは2歳で死んだ。スーザンはペンシルベニアの主席判事とワシントン政府の司法長官になったウィリアム・ブラッドフォードと結婚した。ブラッドフォードが死んだ1795年以後、スーザンは家に戻って父親のブーディノットと暮らし、独立戦争中の出来事に光を当てる父の著作の編集をした。ブーディノットの唯一の兄弟、エリシャはニュージャージー州最高裁判所の主席判事になった。
1805年、ブーディノットは家族と共にニュージャージー州バーリントンに転居し、余生を過ごした。後半生では土地に投資し、投機を行った。ブーディノットはオハイオ州ハミルトン郡グリーン・タウンシップの大半を含み、オハイオ州に広大な土地を所有した。グリーン・タウンシップは現在シンシナティの西の郊外になっている。ブーディノットは死に臨んで、フィラデルフィア市に13,000エーカー (53 km2)の土地を公園と市有地として寄付した。
ブーディノットは1821年10月24日にバーリントンの自宅で死んだ。遺骸はバーリントンのセントメアリーズ・エピスコパル教会墓地に葬られた。

## 政歴
ブーディノットは著名な弁護士となり、業務は繁盛した。独立戦争が近づくと急進的ホィッグ党に入り、1775年にはニュージャージー植民地議会議員に選ばれた。独立戦争の初期の段階で、ブーディノットは積極的に徴兵活動に関わり、数回にわたって野戦司令官に物資を貸し付けた。ブーディノットはまた、アメリカ側スパイを操る者の一人ともなった。そのスパイはスタテンアイランドやロングアイランドに送られてイギリス軍の守備兵と連隊の動きに関して探り報告してきた。今日でもブーディノットがまとめた事柄の多くは発見する価値のある「秘密」になっている。
1777年5月5日、ジョージ・ワシントン将軍がブーディノットに捕虜のための兵站総監になることを依頼してきた。大陸会議も戦争委員会を通じて同意してきた。ブーディノットはこの業務のために大陸軍の大佐になり、1778年7月までこの業務に携わった。兵站総監の職は敵の捕虜だけでなく、イギリス軍に囚われているアメリカ人捕虜への支給も行う責任があった。
1777年11月、ニュージャージー議会はブーディノットを大陸会議の代議員の一人に指名した。ブーディノットは兵站総監の職があり大陸会議に出席できなかったので、1778年5月に大陸軍に辞表を提出し、7月7日に初めて大陸会議に出席した。大陸会議代議員である間も戦争捕虜の待遇に関して関心を持ち続けた。代議員の最初の任期は1778年までだった。
1781年、ブーディノットは大陸会議に復帰し、この時の任期は1783年までだった。1782年11月には大陸会議を引き継いだ連合会議の議長 (President)となり1783年11月まで務めた。後世のアナリストがブーディノットを「最初のアメリカ合衆国大統領 (President)」だと主張した。これは前任議長のジョン・ハンソンと似た話である。その根拠はイギリスがアメリカ合衆国の独立を認めた1783年のパリ条約がブーディノットの議長としての任期中に締結されたことである。しかし、条約締結の知らせはブーディノットの議長としての任期中には届かず、またアメリカ合衆国が条約を批准したのは1784年1月14日であった。
1789年にアメリカ合衆国政府ができた時、ニュージャージー州はブーディノットをアメリカ合衆国下院に送り出した。ブーディノットは2期目と3期目も下院議員に選ばれ、政権運営を支えたが、そのころ成長しつつあった党派に加わることは拒否した。1794年、ブーディノットは次の任期への出馬を辞退し、1795年早くに議会を去った。1795年10月、ワシントン大統領はブーディノットをアメリカ合衆国造幣局の局長に指名し、ブーディノットはその職を1805年まで務めた。法律や政治の動揺が続いた数十年間の後で、ブーディノットは父親の銀細工で覚えた金属加工技術を思い出した。 合衆国造幣局の局長時代にアメリカ合衆国で最初の硬貨が鋳造され、その美しさは今でも収集家の求めるところである。現在の価値は百万ドルのオーダーと言われる。特に1804年の銀貨が著名である。ブーディノットは議会に提出する経理報告でも几帳面であり、造幣局を去るときは立派に後継者に託した。

## その後の公的活動
政治的活動の他に、ブーディノットはその人生で市民活動、宗教活動および教育分野で多くの役割を担った。プリンストン大学との付き合いは親密だった。独立戦争の頃、プリンストン大学はニュージャージー大学と呼ばれており、ブーディノットは1772年から1821年までの半世紀近く、大学の理事を務めた。1783年にブーディノットが議長を務めていた連合会議がフィラデルフィアを離れる必要が生じた時、ブーディノットは会議をプリンストンに移し、大学のナッソーホールで開催した。
ブーディノットは敬虔なエピスコパル教会員であり、伝道所と伝道を支援した。トマス・ペインの「理性の時代」に反応して、「啓示の時代」を書いた。そのために、アメリカ聖書協会の設立者の一人となり、1816年以降その会長を務めた。ブーディノットは黒人とインディアンの権利について擁護する立場を表明し、コネチカット州のインディアンのための公立小学校に入る生徒を資金援助した。援助された中の一人、ガレジナ・ワティーというチェロキー族少年は学校に通う間ブーディノットの家に起居した。2人は共感することが多かったので、ガレジナはブーディノットの名前を貰うことを求め許可された。このチェロキー族のエリアス・ブーディノットは後に、チェロキー族が涙の道で強制移住させられるお膳立てをすることになった。

## 遺産
バーリントンのエリアス・ブーディノット小学校はブーディノットに因んで名づけられた。
プリンストン大学図書館にはブーディノットの文書や家族の所持品および肖像画を納めている。

## 語録
- 全ての公共役人を選ぶ時は宗教的に慎重であれ。また果実でその木を判断しろ。
- 良い政府は一般に家庭において始まる。もし人々の道徳観が一旦堕落したら、その政治的な面も直ぐにそうなるに違いない。